# Jelena Czurakowa
Jelena Anatoljewna Czurakowa (ros.: Елена Анатольевна Чуракова; ur. 16 grudnia 1986 w Kungurze) – rosyjska lekkoatletka specjalizująca się w biegu na 400 metrów przez płotki.
Półfinalistka mistrzostw świata w Berlinie (2009). W 2011 zajęła 8. miejsce na światowym czempionacie w Daegu. Piąta zawodniczka mistrzostw Europy z 2012. W tym samym roku startowała na igrzyskach olimpijskich w Londynie, na których odpadła w półfinale. Medalistka mistrzostw Rosji.
W styczniu 2013 podczas obozu treningowego w Portugalii zawodniczka została poddana testom antydopingowym. W jej organizmie wykryto niedozwolony testosteron oraz metandienon. Na zawodniczkę nałożono karę dwuletniej dyskwalifikacji (do 28 lutego 2015).
Rekordy życiowe: bieg na 400 metrów przez płotki – 54,78 (29 czerwca 2012, Helsinki).

## Osiągnięcia
| Rok  | Impreza              | Miejsce  | Lokata     | Wynik (m) |
| ---- | -------------------- | -------- | ---------- | --------- |
| 2009 | Mistrzostwa świata   | Berlin   | półfinał   | 56,11     |
| 2011 | Mistrzostwa świata   | Daegu    | 8. miejsce | 55,17     |
| 2012 | Mistrzostwa Europy   | Helsinki | 5. miejsce | 54,78     |
| 2012 | Igrzyska olimpijskie | Londyn   | półfinał   | 55,70     |